# USS Nicholas (DD-449)
Pour les autres navires du même nom, voir USS Nicholas.
Le USS Nicholas (DD/DDE-449) était un destroyer de classe Fletcher au service de la marine américaine. Il a servi pendant 27 ans au total, notamment pendant la majeure partie de la Seconde Guerre mondiale, la guerre de Corée et la guerre du Vietnam. Il était le deuxième navire de la marine à porter le nom du major Samuel Nicholas.

## Construction
Le Nicholas a été mis sur cale le 3 mars 1941 par la Bath Iron Works Corp. de Bath, dans l'État du Maine, aux États-Unis. Il est lancé le 19 février 1942, parrainé par Mme Edward B. Tryon, descendante du Major Nicholas, et mis en service le 4 juin 1942.

## Historique

### 1942
Destiné à servir dans le Pacifique au cours de trois conflits armés, le Nicholas, affecté au 21e escadron de destroyers (Destroyer Squadron 21 - DesRon 21), quitte New York City le 23 août 1942, naviguant sous la protection du cuirassé USS Washington (BB-56), transite par le canal de Panama et poursuit sa route vers le Pacifique central, arrivant à Espiritu Santo le 27 septembre. Trois jours plus tard, il commença à escorter les convois de troupes et de ravitaillement à destination de Guadalcanal. Au cours de l'année 1943, il filtrait les convois rassemblés à Espiritu Santo et à Nouméa vers la zone "Cactus" (Guadalcanal et Tulagi), les gardait lors de leur déchargement, puis ramenait les navires à leur point de départ. Affecté périodiquement à des tâches offensives, il a également effectué des missions de chasse et de destruction anti-sous-marines au large des ports alliés, des balayages du "The Slot", des bombardements de cibles côtières et des missions d'appui de tir pour les unités des Marines et de l'Armée de terre qui se dirigeaient vers la rivière Tenamba et le contrôle total de l'île longtemps assiégée.

### Janvier 1943
En janvier 1943, le Nicholas était l'un des destroyers de la "Cactus Striking Force" (Task Force 67) basée à Tulagi qui a résisté à la dernière contre-attaque japonaise pour Guadalcanal en pilonnant les installations aériennes ennemies nouvellement construites à Munda (4-5 janvier), en bombardant leur route d'évasion Kokumbona-Cap Espérance (19 janvier), et en faisant sauter leur zone de réapprovisionnement de Munda à Vila sur Kolombangara (23-24 janvier). Le 26 janvier, le commandant en second (executive officer), le lieutenant-commandant Andrew J. Hill, prend le commandement du Nicholas.
Le 1er février, alors que les Japonais commencent l'opération Ke-l'évacuation de Guadalcanal, le Nicholas couvre le débarquement du 2e Bataillon, 132e Infanterie, à Verahue et les soutient alors qu'ils commencent leur périple vers l'intérieur des terres pour isoler la région du Cap Esperance des renforts japonais. En route vers Tulagi, le Nicholas, en compagnie du USS De Haven (DD-469) et de 3 LCT, a été attaqué par une formation de 14 bombardiers en piqué Aichi D3A "Val". Trois bombes ont touché le De Haven et une quatrième, qui a failli être manquée, a percé la coque. Alors que son destroyer jumeau s'installe dans les eaux du détroit de Ironbottom Sound, le Nicholas combat huit avions, ne recevant que des tirs manqués qui tuent deux membres de son équipage et endommagent l'appareil à gouverner.
Après les réparations, le Nicholas a repris ses diverses fonctions. Des missions d'escorte et deux bombardements de la région de Munda-Kolombangara en Nouvelle-Géorgie occupent le mois de mars. En avril, il a rejoint la Task Force 18 (TF18) pour une patrouille "Slot" et le 19, il a tourné son étrave vers l'Australie pour une disponibilité à Sydney. Le 11 mai, il était de nouveau avec la TF18 en route vers Kolombangara. Le 13 mai, alors qu'il tirait sur des positions ennemies, son canon n°3 s'est enrayé et a explosé, sans faire de victimes. Après des réparations à Nouméa, il reprend les patrouilles anti-sous-marines et à la fin du mois, il reprend ses fonctions d'escorte dans la région des îles Salomon et des Nouvelles-Hébrides.

### Juillet 1943
Le 5 juillet, il participe à un autre bombardement de Kolombangara. Aux premières heures du 6 juillet, il entre en contact avec des navires de surface ennemis dans le golfe de Kula. Dans la bataille qui s'ensuit, le USS Helena (CL-50) est perdu. Le Nicholas, tout en sauvant 291 survivants, a pris les navires japonais sous le feu des torpilles et des canons. Le Nicholas et le USS Radford (DD-446) ont reçu plus tard des Presidential Unit Citation pour leur performance persévérante pendant la bataille du golfe de Kula - un témoignage, a dit l'amiral Chester Nimitz à l'équipage, du " respect et de l'estime que ce navire, ses officiers et ses hommes ont bien mérité dans toute la Marine ".
Les 12 et 13, il a participé à la bataille de Kolombangara ; le 15, il a couvert le sauvetage des survivants du Helena à Vella LaVella ; et le 16, il est retourné à Tulagi pour reprendre ses fonctions d'escorte. Au début du mois d'août, il a rejoint l'unité opérationnelle 31.5.1 (TU31.5.1) et le 15, il a protégé le groupe de transport avancé pendant les débarquements à Barakoma, Vella LaVella. De retour à Tulagi le 17, il est envoyé, avec les USS O'Bannon (DD-450), USS Taylor (DD-468) et USS Chevalier (DD-451), pour intercepter quatre destroyers japonais basés à Rabaul (Sazanami, Hamakaze, Isokaze, Shigure) commandés par le contre-amiral Baron Matsuji Ijuin qui assuraient la couverture d'un convoi amphibie chargé d'établir une zone de rassemblement de barges à Horaniu sur Vella LaVella afin de faciliter l'évacuation de 9 000 soldats de l'île. Le convoi amphibie se composait de 13 péniches de débarquement de classe Daihatsu et de 3 torpilleurs à moteur (transportant ensemble 2 compagnies de troupes de l'armée de terre et un peloton de la marine) avec deux sous-chasseurs (Cha-5 et Cha-12), deux Daihatsu blindés, un autre torpilleur à moteur et un bateau blindé de classe Soukoutei assurant l'escorte,. En remontant le "Slot", les destroyers américains ont repéré leurs homologues japonais sur le radar de surface à 00h29, le 18 août, à 18 km de distance. À l'ouest, le radar montre un groupe de barges. À 00h50, le quatuor américain a feinté vers les barges. À 00h56, ils ont fait demi-tour vers les destroyers de la Marine impériale, maintenant à 9 km au nord-ouest. Le bref engagement au large de Horaniu, au cours duquel les Japonais ont " barré le T " des forces américaines mais n'ont pas réussi à faire valoir leur avantage, a été interrompu par les Japonais à 01h03. La force américaine a poursuivi, a marqué sur le Isokaze, et a finalement abandonné, des problèmes d'ingénierie dans le Chevalier les limitant à 30 nœuds (56 km/h). Ils tournent alors leur attention vers le convoi amphibie qui se disperse, détruisant les deux sous-chasseurs (Cha-5 et Cha-12), deux torpilleurs à moteur et un Daihatsu.
Le Nicholas est retourné à Vella LaVella les 19 et 20 août pour effectuer des chasses aux barges et les 24 et 25 août pour couvrir des opérations de déminage. À la fin du mois, il se rend à Nouméa, puis en Nouvelle-Guinée et en Australie. De retour dans les îles Salomon en octobre, il a effectué une autre recherche de barge et le 6 octobre, il a couvert le déchargement des APD à Barakoma. Puis, le 22 octobre, il s'est rendu à Efate pour reprendre ses fonctions d'escorte.
Le 11 novembre, le Nicholas quitte Nadi, aux îles Fidji, avec le groupe opérationnel 50.1 (TG50.1) pour des raids sur Kwajalein et Wotje, après quoi il se dirige vers l'est, arrivant à San Francisco le 15 décembre pour une révision. Le Commander Robert T. S. Keith prend le commandement le 10 décembre.

### 1944
Le 12 février 1944, il reprend ses fonctions d'escorte dans le Pacifique central et sud. Le 5 avril, il se rend, avec le DesRon 21, à Milne Bay pour un service temporaire avec la 7e flotte américaine. Le 22, il couvre le débarquement d'Aitape et, jusqu'au 8 mai, il escorte des groupes de ravitaillement à cet endroit et à la baie de Humboldt. Il retourne ensuite aux Salomon et à la 3e Flotte qui bombarde Medina Plantation en Nouvelle-Irlande, le 29. Après avoir passé la première partie du mois de juin en patrouille anti-sous-marine, il rejoint à nouveau la 7e flotte le 14, servant avec le TG 70.8 dans le nord des îles Salomon. Le 15 août, il fait route vers l'île de Manus pour rejoindre la Task Force 74 (TF 74) et jusqu'au 27 août, il opère le long de la côte de Nouvelle-Guinée. Il est ensuite retourné à Seeadler Harbor d'où il a soutenu l'opération Morotai du 15 au 30 septembre.
Le 18 octobre, le destroyer, maintenant dans le TG 78.7, a escorté des renforts à Leyte, où il est arrivé le 24. Les 25 et 26, il a patrouillé au large de l'île Dinagat et le 27, il est reparti pour Manus. Le 8 novembre, il appareille pour Ulithi, d'où il se dirige vers Kossol Roads. En route vers ces dernières, sa formation de trois navires, avec le Taylor et le USS St. Louis (CL-49), est fermée par un sous-marin, le 12 novembre. Il a quitté la formation. Le Nicholas a effectué deux attaques de grenades sous-marines, coulant le I-38.
Quatre jours plus tard, le Nicholas a rejoint le TG77.1 pour une patrouille continue de l'extrémité sud du golfe de Leyte. Jusqu'au 6 décembre, il survit à quatre attaques de formations d'avions kamikazes, les 27 et 29 novembre et les 2 et 5 décembre. Le 6 décembre, il participe à un balayage de la mer des Camotes, bombarde les installations navales japonaises de la baie d'Ormoc et couvre ensuite les débarquements alliés dans cette baie. Le 10 décembre, il s'est embarqué pour Manus, retournant à Leyte le 28 pour d'autres travaux d'escorte.

### 1945
Le premier jour de la nouvelle année, 1945, le destroyer rejoint le TG77.3, le groupe de soutien rapproché pour l'assaut du golfe Lingayen. En route vers Luçon, son groupe a été harcelé par des sous-marins nains ennemis et des raids aériens presque constants. Après un bombardement de deux jours, les troupes de l'Armée débarquèrent dans le golfe de Lingayen le 9 janvier. Jusqu'au 18, le Nicholas fournit un appui-feu, puis patrouille à l'ouest de Luçon avec le groupe de porte-avions d'escorte de couverture. Le 24, il a capturé un bateau à moteur utilisé par trois Japonais pour s'échapper de l'île et le 29, il a assuré une couverture rapprochée pour les débarquements dans la province de Zambales.
Pendant la première partie de février, il escorte des navires entre Leyte et Mindoro, d'où il se rend dans la baie de Manille pour bombarder Corregidor, d'autres îles de la baie de Manille et les installations côtières de Mariveles. Reprenant son travail d'escorte le 17, il a gardé les dragueurs de mines qui quittaient le détroit de Basilan à la mi-mars, puis a soutenu l'occupation de la région de Zamboanga. En avril, il est retourné à Luçon pour soutenir la 6e armée qui luttait pour réoccuper l'île, puis le 24, il a repris ses opérations dans les Indes orientales néerlandaises. Le 24, il reprend les opérations dans les Indes orientales néerlandaises. Jusqu'au 5 mai, il soutient l'opération de Tarakan, après quoi il se dirige à nouveau vers le nord, vers Luçon, puis vers Leyte, où il rejoint la TU30.12.2 et part pour Okinawa le 15 juin. Après les frappes sur Sakishima, il a rejoint le TG30.8 à Ulithi et a surveillé ce groupe pendant qu'il ravitaillait et réapprovisionnait les porte-avions rapides en mer. Le 11 août, il a rejoint le CTG38.4, un groupe opérationnel de porte-avions rapides, et le 13 août, il a protégé les porte-avions pendant les frappes contre la région de Tokyo. Le 15, les hostilités ont cessé.
À l'approche du Japon en août 1945, l'amiral William Halsey, commandant de la troisième flotte américaine (U.S. Third Fleet), ordonne que le Nicholas et ses navires-jumeaux O'Bannon et Taylor soient présents dans la baie de Tokyo pour la reddition du Japon "en raison de leur combat valeureux sur la longue route du Pacifique Sud jusqu'à la toute fin". L'U.S.S. Nicholas est le premier navire à entrer dans la baie de Tokyo. Affecté au groupe de travail de son navire-amiral, le "Nick" a disséminé des pilotes japonais et des émissaires de la paix au sein de la flotte, escorté le cuirassé USS Missouri (BB-63) dans la baie de Tokyo et transporté des représentants alliés et américains lors de la reddition officielle sur le Missouri le 2 septembre. Le Nicholas a ensuite participé au rapatriement des prisonniers de guerre alliés. Quittant l'Extrême-Orient le 5 octobre, il est arrivé à Seattle le 19 et a poursuivi sa route vers San Pedro, où il est arrivé le 1er novembre pour commencer sa mise hors service.

### 1946 - 1959
Déclassé le 12 juin 1946, le Nicholas reste dans la flotte de réserve du Pacifique jusqu'à ce que les hostilités en Corée nécessitent son rappel. Reclassé DDE-449 le 26 mars 1949, il est sorti de la réserve pour commencer sa conversion en novembre 1950. Remis en service le 19 février 1951, il subit un essai au large de la côte ouest, se rend à Pearl Harbor où il rejoint la CortDesDiv 12, CortDesRon 1, et poursuit sa route vers le Pacifique occidental, arrivant à Yokosuka le 10 juin. Dans les eaux de l'Extrême-Orient jusqu'au 14 novembre, il protège les porte-avions de la TF77 au large de la côte ouest de la Corée, effectue des exercices de lutte anti-sous-marine entre Yokosuka et Okinawa et patrouille dans le détroit de Taiwan. Le 3 mai 1952, il quitte de nouveau Pearl Harbor pour la Corée. Navire de remplacement temporaire de la DesDiv 112, il a d'abord servi avec la TF77, puis a fait le tour de la péninsule jusqu'à la ligne de tir au large de la côte est de la Corée, où il a opéré sous la direction de la CTF95 jusqu'à son retour au pays en juillet. Il est retourné en Corée avec la CortDesDiv 12 en novembre et est resté en Extrême-Orient jusqu'au 20 mai 1953, effectuant des missions similaires à celles de son déploiement de 1951.
Après la Corée, le Nicholas fait une rotation dans le WestPac avec des missions de la 1re Flotte. Ses déploiements au sein de la 7e Flotte l'amènent du Japon à Sumatra, tandis que les affectations au sein de l'EastPac vont principalement d'Hawaii à la côte ouest. À l'occasion, la 1re Flotte l'envoie dans le Pacifique central, comme en 1954, lorsqu'il participe à l'opération Castle, une série de tests atomiques.

### 1960 - 1970
Le Nicholas a subi une mise à jour de la réhabilitation et de la modernisation de la flotte (Fleet Rehabilitation and Modernization - FRAM) entre décembre 1959 et juillet 1960, sortant du chantier naval à temps pour sa rotation annuelle au WestPac, qui, cette année-là, l'a envoyé, pour la première fois depuis la Seconde Guerre mondiale, dans la mer de Chine méridionale pour des opérations de grande envergure. Reclassifié DD-449 le 1er juillet 1962, il est retourné en mer de Chine méridionale en mars 1965. C'est là qu'il est devenu l'un des premiers navires engagés dans l'opération Market Time - la patrouille de la côte sud-vietnamienne déchiquetée pour empêcher la contrebande d'hommes, d'armes et de fournitures vers le Sud-Vietnam par les jonques et les sampans du Viet Cong et du Nord-Vietnam.

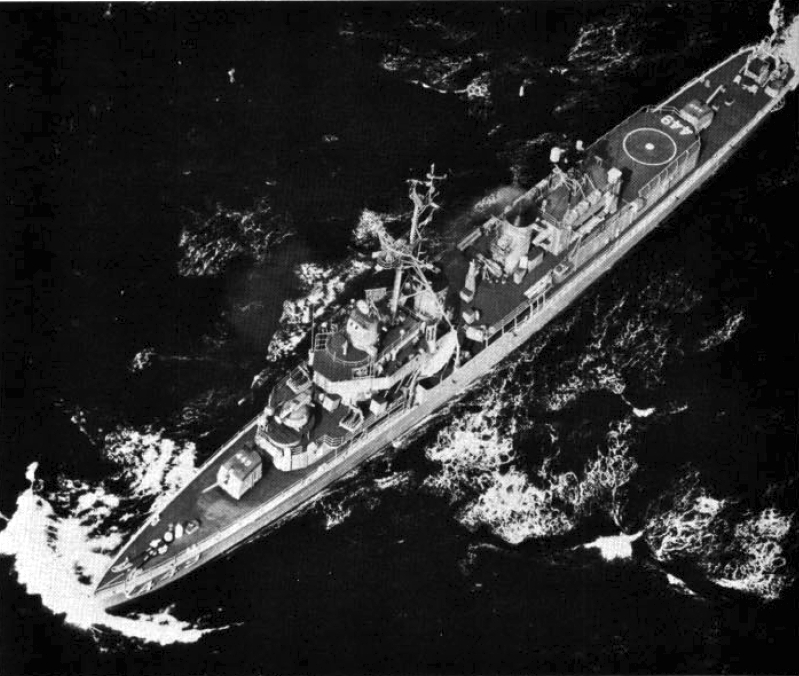
Le Nicholas après sa conversion en FRAM II.

Relevé de ses fonctions le 15 avril, le Nicholas est retourné à Pearl Harbor pour repartir vers le Viet Nam à la mi-septembre. Au large de la côte assiégée le 1er octobre, il effectue des missions de surveillance et d'appui de tir jusqu'au 3 décembre, date à laquelle il se rend à Taïwan pour patrouiller dans le détroit de Taïwan. Au début de 1966, il est retourné au Viet Nam pour participer à la "Yankee Station" dans le golfe du Tonkin, puis à la patrouille "Market Time". De retour au pays à la fin de février, il se rend en Australie, puis à Hawaï, où il arrive le 17 mars.
Depuis lors, chaque tournée dans la zone du Pacifique occidental a suivi un programme d'emploi similaire. Ses missions d'appui-feu pendant sa tournée de novembre 1966 à mai 1967 comprennent la participation à l'opération Deckhouse Five dans la région du delta du Mékong, ainsi que des missions près de la Zone vietnamienne démilitarisée (une zone démilitarisée ou DMZ). La majeure partie de son affectation de 1968 s'est à nouveau déroulée dans les eaux vietnamiennes, mais cette fois-ci, une plus grande partie a été consacrée à la "Yankee Station" et à des missions d'appui de tir.
À son retour à EastPac en 1968, le Nicholas est affecté au soutien du programme Apollo de la NASA. Du 8 au 23 octobre, puis du 19 au 22 décembre, il opère dans les zones de récupération des capsules spatiales du Pacifique, d'abord pour la mission Apollo 7, puis pour Apollo 8. Après chacune de ces missions, il est retourné à Pearl Harbor pour des exercices d'entraînement dans les eaux hawaïennes en vue de son retour dans le Pacifique occidental.
Le 30 janvier 1970, alors qu'il était devenu huit ans plus tôt le plus vieux destroyer actif de la marine, le "Nick" a été déclassé lors d'une cérémonie à Pearl Harbor (à nouveau aux côtés du O'Bannon), rayé de la liste de la marine (Naval Vessel Register), remorqué à Portland dans l'Oregon, puis démantelé en 1972. Au moment de sa mise hors service, seuls sept autres Fletcher étaient encore en service dans la marine américaine.

## Récompenses
Le Nicholas a reçu une Presidential Unit Citation pour son service pendant la Seconde Guerre mondiale. La citation stipule :
"Pour sa performance exceptionnelle dans l'action contre les forces ennemies japonaises au large de l'île de Kolombangara, groupe de Nouvelle-Géorgie, îles Salomon, dans la nuit du 5 au 6 juillet 1943. Après avoir livré une bataille vigoureuse au sein de la petite force opérationnelle qui a détruit une force de surface japonaise supérieure, le NICHOLAS est resté en arrière avec un destroyer d'accompagnement pour sauver les survivants de l'U.S.S. HELENA torpillé. Forcé de quitter la zone à trois reprises pendant les opérations de sauvetage, il a bravement repoussé les attaques continues des navires de guerre japonais qui sortaient du golfe de Kula et, avec l'autre destroyer, il a coulé ou endommagé un croiseur léger et deux destroyers ennemis à l'aide de torpilles et de tirs mortels, retournant dans la zone après chaque attaque pour compléter le sauvetage héroïque de plus de sept cents survivants. Les valeureux exploits du NICHOLAS font honneur au service naval des États-Unis."
En plus de sa Presidential Unit Citation, le Nicholas a obtenu 16 étoiles de bataille («battle star»)pendant la Seconde Guerre mondiale, ce qui le place parmi les navires américains les plus décorés de la Seconde Guerre mondiale, un total surpassé parmi les destroyers par son navire jumeau, l'USS O'Bannon (DD-450). Il en a obtenu cinq autres pendant la guerre de Corée et neuf pendant la guerre du Vietnam, pour un total de 30, un nombre inégalé par tout autre navire de la marine américaine au XXe siècle.

## Source
- (en) Cet article est partiellement ou en totalité issu de l’article de Wikipédia en anglais intitulé « Nicholas (DD-449) » (voir la liste des auteurs).